# 천수예법연조
천수예법연조(天授禮法延祚)는 서하 경종(西夏 景宗) 이원호(李元昊)의 치세에 쓰던 연호이다.

## 연대 대조표
| 천수예법연조 | 원년                           | 2년            | 3년                            | 4년                            | 5년            | 6년            | 7년            | 8년            | 9년            | 10년           | 11년           |
| 서기(西紀)   | 1038년                         | 1039년         | 1040년                         | 1041년                         | 1042년         | 1043년         | 1044년         | 1045년         | 1046년         | 1047년         | 1048년         |
| 간지(干支)   | 무인(戊寅)                     | 기묘(己卯)     | 경진(庚辰)                     | 신사(辛巳)                     | 임오(壬午)     | 계미(癸未)     | 갑신(甲申)     | 을유(乙酉)     | 병술(丙戌)     | 정해(丁亥)     | 무자(戊子)     |
| 북송(北宋)   | 경우(景祐) 5년 보원(寶元) 원년 | 보원(寶元) 2년 | 보원(寶元) 3년 강정(康定) 원년 | 강정(康定) 2년 경력(慶曆) 원년 | 경력(慶曆) 2년 | 경력(慶曆) 3년 | 경력(慶曆) 4년 | 경력(慶曆) 5년 | 경력(慶曆) 6년 | 경력(慶曆) 7년 | 경력(慶曆) 8년 |

## 동시대 연호
| 이전 연호 대경(大慶) | 중국의 연호 서하(西夏) | 다음 연호 연사녕국 (延嗣寧國) |